# Anguilcourt-le-Sart
Anguilcourt-le-Sart là một xã ở tỉnh Aisne, vùng Hauts-de-France thuộc miền bắc nước Pháp.